# Пикасьваям
Пикасьваям — река в Олюторском районе Камчатского края, в центре Корякского нагорья, левый приток реки Укэлаят. Длина 148 км, площадь водосбора 2300 км².
Берёт начало на перевале Облачный (1200 м) между горой Облачная (1953 м) и останцом Ваннылнгын (1887 м) и, огибая широкой дугой хребет Пикась, впадает в реку Укэлаят в 70 км от её устья на высоте 56 м над уровнем моря.
Русло Пикасьваяма, начиная с 12 км от истока и до впадения правого притока Теснина (70 км от устья) характеризуется невыработанным продольным и трапециевидным поперечным профилями и представляет собой каньон с высотой обрывов до 130 м, и комплексом террас разного уровня, преимущественно по правому борту долины. Каньонообразные долины наблюдаются и у всех притоков реки в верхнем участке русла. Ниже устья р. Теснина долина Пикасьваяма расширяется, приобретая корытообразный вид, русло разбивается на несколько рукавов. В верховьях правых притоков р. Пикасьваям расположены 1 карово-долинный (Пикасский) и 8 каровых ледников общей площадью 1,5 км². Кроме того, в бассейне реки имеется 20 мелких ледников, площадью менее 0,1 км² каждый и одно озеро ледникового происхождения — Эчигайгытгин.
Впервые гидроним Pikas’vayam зафиксирован в 1944 году на американской топографической карте, где река показана текущей строго с севера на юг до слияния с Укэлаятом, что повторяется и на советских картах до середины 50-х годов XX века. Настоящий вид речной сети установили полевые работы советских военных топографов: на листе P-59-60, выпущенном в 1956 году, истоки реки показаны достоверно. Происхождение названия объясняется в Топонимическом словаре Северо-Востока СССР Леонтьева В. В., Новиковой К. А.: «Пыкӄачв’аям — односторонняя река», что, возможно, связано с тем, что большинство ее притоков впадает в реку справа, с хребта Пикась.
Крупные правые притоки, имеющие названия (от истока): Коготь, Сумрачный, Этсялеытхыпильгин, Крестовая — Теснина, Парный, Стрела, Кай-Пикасьваям, Снеговой, Пааньен. Левые: Весёлый — Волшебный, Водопадный, Энмоваям, Ветка, Кымынкуней, Ледяной, Кетовая.